# Jason Huntley
Jason Kiree Huntley (Toledo, 20 aprile 1998) è un giocatore di football americano statunitense che milita nel ruolo di running back per i Pittsburgh Steelers della National Football League (NFL).

## Carriera

### Detroit Lions
Huntley al college giocò a football alla New Mexico State University dal 2016 al 2019. Fu scelto dai Detroit Lions nel corso del quinto giro (172º assoluto) del Draft NFL 2020. Fu svincolato il 5 settembre 2020.

### Philadelphia Eagles
Il 6 settembre 2020 Huntley firmò con i Philadelphia Eagles. Debuttò come professionista nella settimana 1 contro il Washington Football Team correndo una volta per una yard. La sua stagione da rookie si chiuse con 19 yard corse in 5 presenze.

### Pittsburgh Steelers
Il 2 settembre 2022 Huntley firmò con la squadra di allenamento dei Pittsburgh Steelers. Il 10 gennaio 2023 firmò un nuovo contratto da riserva.

### Indianapolis Colts
Il 9 agosto 2023 Huntley firmò con gli Indianapolis Colts.